# Jimmy and Hip: Live!
Jimmy and Hip: Live! — концертний блюзовий альбом Джиммі Докінса та Хіпа Лінкчейна, випущений німецьким лейблом Rumble Records в 1982 році. Записаний навесні 1982 року в Чемпейні у клубі Mabels. Серед композицій — кавер-версії блюзових стандартів «Hide Away» Фредді Кінга, «Little Red Rooster» Віллі Діксона та «Boogie Chillun» Джона Лі Хукера.

## Список композицій
1. «Mother-In-Law Blues»
2. «Bloodstain on the Walls»
3. «Hide Away»  (Фредді Кінг)
4. «Little Red Rooster» (Віллі Діксон)
5. «Sounds of West Side Chicago»
6. «Boogie Chillun» (Джон Лі Хукер)

## Учасники запису
- Джиммі Докінс — гітара, вокал (5,6)
- Хіп Лінкчейн — гітара, вокал (1-4)
- Річард Кірч — ритм-гітара
- Марк Рубелл — бас
- Денні Маєрс — бас
- Ральф Лапетіно — клавішні
- Боб Річі — ударні
- Мо Бейкер — ударні

Технічний персонал
- Патрік Гейзелл — продюсер
- Джефф Гесс — продюсер